# Бжезінка (Стшелецько-Дрезденецький повіт)
Бжезінка (пол. Brzezinka) — село в Польщі, у гміні Звежин Стшелецько-Дрезденецького повіту Любуського воєводства.
Населення — 95 осіб (2011).
У 1975-1998 роках село належало до Гожовського воєводства.

## Демографія
Демографічна структура станом на 31 березня 2011 року:
|          | Загалом | Допрацездатний вік | Працездатний вік | Постпрацездатний вік |
| -------- | ------- | ------------------ | ---------------- | -------------------- |
| Чоловіки | 48      | 12                 | 33               | 3                    |
| Жінки    | 47      | 7                  | 30               | 10                   |
| Разом    | 95      | 19                 | 63               | 13                   |